# UY Возничего
UY Возничего (лат. UY Aurigae) — двойная звезда в созвездии Возничего на расстоянии приблизительно 508 световых лет (около 156 парсеков) от Солнца. Видимая звёздная величина звезды — от +13,53m до +11,2m. Орбитальный период — около 2074 лет.

## Характеристики
Первый компонент — оранжевый карлик, эруптивная переменная звезда типа T Тельца (INT) спектрального класса K7Ve(Li) или M0. Масса — около 0,6 солнечной, радиус — около 1,88 солнечного, светимость — около 0,699 солнечной. Эффективная температура — около 3849 К.
Второй компонент — красная эруптивная переменная звезда типа T Тельца (INT) спектрального класса M2,5. Масса — около 0,34 солнечной. Удалён на 0,8 угловой секунды (около 120 а.е.).